# Nikola Drinčić
Nikola Drinčić (Belgrado, 7 de setembro de 1984) é um futebolista profissional montenegrino, que atua como volante.

## Carreira

### Partizan
Nikola Drinčić é produto da base do FK Partizan, ele se profissionalizou em 2003. Sua primeira partida foi pelo Teleoptik, quando estava emprestado pelo Partizan.
Em 2004 e 2005 também foi emprestado ao Spartak Subotica e Budućnost Banatski Dvor respectivamente.

### Gaziantespor
Em 2006, foi vendido pelo Partizan, e assinou com o clube turco do Gaziantespor, ele permaneceu apenas seis meses no clube, e assinou com o Amkar Perm.

## Títulos

### Clube
Partizan
- Serbian SuperLiga: 2014–15